# Tour DuPont
Die Tour DuPont war ein Straßenradrennen in den USA, das sechsmal zwischen 1991 und 1996 stattfand. Das Etappenrennen sollte ursprünglich für Nordamerika ein ähnlich großes und prestigeträchtiges Radsport-Event werden wie die Tour de France in Frankreich. Der Tourname lässt sich vom Sponsor DuPont ableiten. Das Rennen fand an unterschiedlichen Orten der Mid-Atlantic-Staaten statt, meist in der Nähe von DuPonts Firmensitz in Delaware. Vorläuferveranstaltung der Tour DuPont war in den Jahren 1989 und 1990 die von Donald Trump gesponserte Tour de Trump.
Prominente Rennfahrer, wie Lance Armstrong und Greg LeMond konnten das Rennen gewinnen, auch hochkarätige europäische Radteams absolvierten es. Nach dem sechsten Rennen 1996 stellte der Sponsor DuPont seine finanzielle Unterstützung ein und die Tour konnte seitdem nicht mehr stattfinden.

## Sieger der Tour
| Jahr | Fahrer             | Team         |
| ---- | ------------------ | ------------ |
| 1991 | Erik Breukink      | PDM-Concorde |
| 1992 | Greg LeMond        | Z            |
| 1993 | Raúl Alcalá        | WordPerfect  |
| 1994 | Viatcheslav Ekimov | WordPerfect  |
| 1995 | Lance Armstrong    | Motorola     |
| 1996 | Lance Armstrong    | Motorola     |

## Die sechs Austragungen

### Debütjahr 1991
| Die Tabelle zeigt den Führenden in der jeweiligen Wertung zu Beginn der jeweiligen Etappe an. |                 |
| Etappe                                                                                        | Gelbes Trikot   |
| 01. Etappe                                                                                    | Erik Breukink   |
| 02. Etappe                                                                                    | Patrik Roelandt |
| 03. Etappe                                                                                    | Greg Oravetr    |
| 04. Etappe                                                                                    | Greg Oravetr    |
| 05. Etappe                                                                                    | Greg Oravetr    |
| 06. Etappe                                                                                    | Atle Kvålsvoll  |
| 07. Etappe                                                                                    | Atle Kvålsvoll  |
| 08. Etappe                                                                                    | Atle Kvålsvoll  |
| 09. Etappe                                                                                    | Atle Kvålsvoll  |
| 10. Etappe                                                                                    | Atle Kvålsvoll  |
| 11. Etappe                                                                                    | Erik Breukink   |
| Sieger                                                                                        | Erik Breukink   |

- Der lange Zeit Führende in der Gesamtwertung Atle Kvålsvoll verlor im 26,7-km-Zeitfahren das Gelbe Trikot an den späteren Sieger Erik Breukink.
- Steve Bauer und Rolf Aldag konnten je zwei Etappen gewinnen.

### 1992
| Die Tabelle zeigt den Führenden in der jeweiligen Wertung zu Beginn der jeweiligen Etappe an. |                |
| Etappe                                                                                        | Gelbes Trikot  |
| 01. Etappe                                                                                    | Greg LeMond    |
| 02. Etappe                                                                                    | David Mann     |
| 03. Etappe                                                                                    | David Mann     |
| 04. Etappe                                                                                    | David Mann     |
| 05. Etappe                                                                                    | David Mann     |
| 06. Etappe                                                                                    | Atle Kvålsvoll |
| 07. Etappe                                                                                    | Atle Kvålsvoll |
| 08. Etappe                                                                                    | Greg LeMond    |
| 09. Etappe                                                                                    | Greg LeMond    |
| 10. Etappe                                                                                    | Greg LeMond    |
| 11. Etappe                                                                                    | Greg LeMond    |
| Sieger                                                                                        | Greg LeMond    |

- Der Prologsieger konnte wie im letzten Jahr auch den Gesamtsieg holen.
- Der Teamkollege von Sieger Greg LeMond, Atle Kvålsvoll wurde wie im letzten Jahr Gesamtzweiter.

### 1993
Jelle Nijdam gewann den Prolog in neuer Rekordzeit, sein Teamkollege Raúl Alcalá sicherte sich den Gesamtsieg mit dem Gewinn des 59 km-Zeitfahrens. Gesamtzweiter wurde Lance Armstrong.

### 1994
| Gelbes Trikot | Viatcheslav Ekimov | WordPerfect | 47:14:29 h  |
| Zweiter       | Lance Armstrong    | Motorola    | + 1:24 min  |
| Dritter       | Andrea Peron       | Polti       | + 2:43 min  |
| Teamwertung   | Motorola           | Motorola    | 141:34:14 h |
| Zweiter       | Polti              | Polti       | + 1:36 min  |
| Dritter       | Saturn             | Saturn      | + 9:37 min  |

### 1995
| Die Tabelle zeigt den Führenden in der jeweiligen Wertung zu Beginn der jeweiligen Etappe an. |                        |                    |
| Etappe                                                                                        | Sieger                 | Gelbes Trikot      |
| Prolog                                                                                        | Gianluca Bortolami     | nicht vergeben     |
| 02. Etappe                                                                                    | Malcolm Elliott        | Gianluca Bortolami |
| 03. Etappe                                                                                    | Djamolidin Abdujaparov | Malcolm Elliott    |
| 04. Etappe                                                                                    | Lance Armstrong        | Malcolm Elliott    |
| 05. Etappe (ITT)                                                                              | Lance Armstrong        | Lance Armstrong    |
| 06. Etappe                                                                                    | Franck Jarno           | Lance Armstrong    |
| 07. Etappe                                                                                    | Léon van Bon           | Lance Armstrong    |
| 08. Etappe                                                                                    | Clark Sheehan          | Lance Armstrong    |
| 09. Etappe                                                                                    | Lance Armstrong        | Lance Armstrong    |
| 10. Etappe                                                                                    | ?                      | Lance Armstrong    |
| 11. Etappe (ITT)                                                                              | Viatcheslav Ekimov     | Lance Armstrong    |
| Sieger                                                                                        | -                      | Lance Armstrong    |

| Gelbes Trikot | Lance Armstrong    | Motorola        | 46:31:16 h (Ø 39,13 km/h) |
| Zweiter       | Viatcheslav Ekimov | Novell          | + 02:00 min               |
| Dritter       | Andrea Peron       | Motorola        | + 02:56 min               |
| Vierter       | Alvaro Mejia       | Motorola        | + 06:24 min               |
| Fünfter       | Daniele Nardello   | Mapei-GB        | + 08:47 min               |
| Sechster      | Andrei Teteriok    | AKI-Gipiemme    | + 09:12 min               |
| Siebenter     | Laurent Madouas    | Castorama       | + 09:30 min               |
| Achter        | Darren Baker       | Montgomery-Bell | + 10:54 min               |
| Neunter       | Zenon Jaskuła      | AKI-Gipiemme    | + 12:12 min               |
| Zehnter       | Michael Blaudzun   | Novell          | + 12:17 min               |

### 1996
| Gelbes Trikot          | Lance Armstrong    | Motorola          | 48:20:05 h |
| Zweiter                | Pascal Hervé       | Festina           | + 3:15 min |
| Dritter                | Tony Rominger      | Mapei-GB          | + 5:38 min |
| Vierter                | David Plaza        | Festina           | + 7:24 min |
| Fünfter                | Jean-Cyril Robin   | Festina           | + 7:26 min |
| Sechster               | Andrew Hampsten    | US Postal Service | + 7:43 min |
| Siebenter              | Arsenio Gonzalez   | Mapei-GB          | + 7:59 min |
| Achter                 | Felix Garcia-Casas | Festina           | + 8:06 min |
| Neunter                | Federico Echave    | Mapei-GB          | + 8:27 min |
| Zehnter                | Axel Merckx        | Motorola          | + 8:52 min |
| Sprinttrikot           | Léon van Bon       | Rabobank          |            |
| King of the Mountain   | Tony Rominger      | Mapei-GB          |            |
| Kämpferischster Fahrer | Pascal Hervé       | Festina           |            |